# 台湾扁带管蜗牛
台湾扁带管蜗牛（学名：Chamalycaeus varius），是主扭舌目带管蜗牛科双边凹螺属的一种。主要分布于台湾，常生长于落叶下或地上。